# هاكي
هاكي هو شخص معروف وذو نفوذ وهو ابرز شخصيات في تلي ونعرف بسبب شروحاته وشخصيته اجتماعيه ولكثير يعرفه بسبب نصايح للناس وتعليمهم عن لبيع وشراء